# Brindibou et ses évolutions
Brindibou (モクロー, Mokurō), Efflèche (フクスロー, Fukusurō) et Archeduc (ジュナイパー, Junaipā, dans les versions originales en japonais) sont des Pokémon de la septième génération respectivement de type Plante et Vol pour Brindibou et Efflèche mais Plante et Spectre pour Archeduc. Brindibou est l'un des Pokémon de départ des jeux Pokémon Soleil et Lune.
Brindibou a été révélé mondialement le 10 mai 2016 avec la deuxième bande-annonce de Pokémon Soleil et Lune, aux côtés des autres Pokémon de départ de la septième génération : Flamiaou et Otaquin. Efflèche a été révélé le 4 octobre 2016.

## Création

### Étymologie
Brindibou vient du mot « brindille » et de « hibou ».
Efflèche vient du mot Effraie et du mot flèche.
Archéduc vient du mot archer et du mot Duc.

## Description

### Brindibou
Brindibou est un Pokémon de type Plante et Vol avec un plumage beige et blanc avec un nœud papillon vert.

### Efflèche
Efflèche a un corps blanc avec des plumes marron autour de sa tête jusqu'au milieu de son ventre avec deux feuilles sur les plumes brunes de son torse en forme de nœud papillon. Il a toujours les yeux fermés, son bec est blanc avec la partie inférieure orange, les bords supérieurs de son visage en forme de cœur son recouverts d'une longue feuille verte avec une plus longue faisant penser à une mèche. Le dessous de ses ailes est à la base recouvert par des plumes vertes terminées par trois pointes, entre les pointes se trouvent deux plumes en forme de pointe marron clair brillantes.

### Archéduc
Archéduc est un grand Pokémon aviaire qui ressemble à une chouette. La partie supérieure de son buste est vert foncé avec un fin marquage orange qui ressemble à un masque qui entoure ses yeux rouge orangé. Son bec est vert foncé et crochu. Le plumage de ses ailes et de son dos est marron, tandis que le reste de son corps est principalement blanc. Les trois premières plumes aux extrémités de ses ailes sont structurées de la même façon que des doigts et sont plus claires. Ses ailes et son dos sont recouverts de pois blancs. L'intérieur de chaque aile est décoré de triangles renversés rouge orangé. Il a de longues jambes, des pattes avec deux serres vert foncé vers l'avant et une vers l'arrière. Sa queue se compose de trois longues feuilles vertes. Un capuchon fait de feuilles couvre sa tête et ses épaules, et cache partiellement son visage. Une seule plume blanche avec une base rouge sort du haut du capuchon. Il a au centre du buste quatre feuilles mortes qui forment un X avec deux fines lianes en sortant, qu'Archéduc peut tirer pour resserrer son capuchon et ainsi améliorer sa visée.
Archéduc est inspiré des chouettes, plus particulièrement de la chouette effraie ainsi que la Grallistrix, une espèce de chouettes aux grandes pattes, maintenant éteintes, qui vivait uniquement sur les îles d'Hawaii. Son type Spectre peut lui venir de la chouette pueo, une des représentations physiques des 'aumakua, les esprits ancestraux de la culture hawaïenne, mais également du fait que les chouettes et les hiboux sont souvent associés au surnaturel dans la culture populaire, étant vus comme des porteurs de morts ou des esprits dérangés. Archéduc partage également des similitudes avec un archer et la représentation commune du héros anglais Robin des Bois.
Archéduc est un Pokémon calme et prudent de nature. Cependant, il lui arrive de paniquer si on le surprend. Il se cache de ses adversaires en se camouflant, ce qui lui permet de les attaquer par surprise. Il lui faut uniquement un dixième de seconde pour bander son aile, viser et tirer une flèche. Il peut toucher ses adversaires, non seulement rapidement mais aussi précisément, jusqu'à près d'un kilomètre de distance. Son attaque signature est Tisse Ombre et sa capacité Z signature est Fureur des Plumes Spectrales.
Depuis Légendes Pokémon : Arceus, Archéduc possède une nouvelle variante, appelée Archéduc de Hisui.

## Apparitions

### Jeux vidéo
Brindibou, Éffleche et Archéduc sont disponibles depuis l'entré dans nos consoles, le jeu Pokémon Soleil et Lune. Il reparurent dans la suite de pokémon soleil et lune: Pokémon UltraSoleil et UltraLune puis dans pokémon Épée et Bouclier dans le DLC. Dans  Pokémon Légendes Arceus, ils reprennent la tête du jeu en tant que starter, et, avec le climat de la région de Hisui, Éffleche s'approprie un nouvelle évolution. Cette famille réapparaît dans le dernier opus: le DLC n°2 de Pokémon Violet et Écarlate (qui vous envoie en vadrouille à l'institut Myrtille). 